# Ennis (Montana)
Ennis és una població dels Estats Units a l'estat de Montana. Segons el cens del 2000 tenia 840 habitants.

## Demografia
Segons el cens del 2000, Ennis tenia 840 habitants, 367 habitatges, i 219 famílies. La densitat de població era de 476,9 habitants per km².
Dels 367 habitatges en un 27,2% hi vivien nens de menys de 18 anys, en un 46,9% hi vivien parelles casades, en un 9,5% dones solteres, i en un 40,1% no eren unitats familiars. En el 36% dels habitatges hi vivien persones soles l'11,2% de les quals corresponia a persones de 65 anys o més que vivien soles. El nombre mitjà de persones vivint en cada habitatge era de 2,2 i el nombre mitjà de persones que vivien en cada família era de 2,87.
Per edats la població es repartia de la següent manera: un 24,3% tenia menys de 18 anys, un 5,7% entre 18 i 24, un 23% entre 25 i 44, un 26,3% de 45 a 60 i un 20,7% 65 anys o més.
L'edat mediana era de 43 anys. Per cada 100 dones de 18 o més anys hi havia 94,5 homes.
La renda mediana per habitatge era de 30.735 $ i la renda mediana per família de 38.542 $. Els homes tenien una renda mediana de 30.956 $ mentre que les dones 16.875 $. La renda per capita de la població era de 17.310 $. Aproximadament el 7,7% de les famílies i l'11,9% de la població estaven per davall del llindar de pobresa.

## Poblacions més properes
El següent diagrama mostra les poblacions més properes.